# Кокоша Олександр Павлович
Олекса́ндр Па́влович Кокоша (нар. 19 лютого 1926, село Варварівка, тепер Карлівського району Полтавської області — ?) — український радянський діяч, 1-й секретар Вовчанського райкому КПУ Харківської області. Депутат Верховної Ради УРСР 8-го скликання.

## Біографія
Народився у родині службовця. Трудову діяльність розпочав у 1941 році колгоспником сільськогосподарської артілі «Победа» Красноярського району Сталінградської області.
З 1944 по 1953 рік — у Радянській армії.
Член ВКП(б) з 1951 року.
У 1953—1955 роках — вчитель середньої школи імені Кірова міста Вовчанська Харківської області.
У 1955—1962 роках — інструктор, завідувач відділу, секретар по зоні машинно-тракторної станції (МТС), 2-й секретар Вовчанського районного комітету КПУ Харківської області.
У 1962—1965 роках — секретар парткому Вовчанського територіального районного виробничого управління Харківської області.
У січні 1965 — 1976 року — 1-й секретар Вовчанського районного комітету КПУ Харківської області.
У 1966 році заочно закінчив Вищу партійну школу при ЦК КПРС.
На 1981 рік — голова Харківського обласного комітету профспілки працівників сільського господарства.
Потім — на пенсії у місті Харкові.

## Нагороди
- орден Трудового Червоного Прапора (1971)
- орден «Знак Пошани» (1973)
- ордени
- медалі
- почесний громадянин міста Вовчанська Харківської області (1996)
- почесний громадянин Вовчанського району Харківської області (2001)